# Skotom
Skotom (iz grčkog: tama) je područje smanjenja ili gubitka oštrine vida, koje je okruženo poljem normalnog ili relativno dobro očuvanog vida.
Zdravo oko sisavaca normalno ima skotom u svom vidnom polju, a naziva se slijepa pjega. 
To je područje bez fotoreceptora, gdje aksoni ganglijskih stanica mrežnice koji tvore vidni živac, napuštaju mrežnicu. To se mjesto naziva optičnim diskom. Kada su oba oka otvorena, vidni signali koji izostaju s područja slijepe pjege jednog oka dopunjuju se informacijom iz drugog oka čak i kad je drugo oko zatvoreno. Odsutnost dijela slike sa slijepe pjege ne utječe na svijest o slici kao cjelini kada je jedno oko zatvoreno, jer je lokacija optičnog diska u oba oka različita. 
Prisutnost skotoma može se dokazati subjektivno, tako da se pokrije jedno oko, dok drugo oko pažljivo fiksira jednu točku;  15° lateralno i vodoravno od točke fiksacije stavi se predmet. Širina skotoma ri monokularnom gledanju iznenađujuće je velika, obuhvaća 5x7° vidnog kuta.
Izraz skotom koristi se i metaforički u psihologiji da bi se opisala nesposobnost neke osobe da uoči vlastite osobine koje su drugima očite.

## Patološki skotomi
Patološki skotom nastaje kao posljedica mnogih bolesti koje zahvaćaju mrežnicu (još posebno makulu, njezin najosjetljiviji dio) ili sam optički živac. Patološki skotom može zahvatiti bilo koji dio vidnog polja i može biti različitih oblika i veličina. Može zahvatiti i povećati normalnu slijepu pjegu. Čak će i mali skotom koji pogodi centralno vidno polje s makulom uzrokovati značajni poremećaj vida, dok veliki skotom na periferiji vidnog polja može ostati neprimjećen zbog normalno smanjene optičke rezolucije na periferiji.

## Uzroci
Uobičajeni razlog nastanka skotoma je demijelinizacijska bolest, kao na primjer multipla skleroza (retrobulbarni neuritis), toksične tvari kao što su metilni alkohol, etambutol, kinin, a također i poremećaji u prehrani te opstrukcija krvnih žila mrežnice ili vidnog živca. Svjetleći skotom je česta vizualna aura kod migrene. Manje učestali, ali bitni zbog moguće reverzibilnosti ili izlječivosti kirurškim zahvatom su skotomi uzrokovani tumorima pituitarne žlijezde, koji mogu pritisnuti vidni živac ili mu prekinuti dotok krvi. 
Skotomi su rijetko obostrani. Važna varijanta bilateralnog skotoma može nastati kad tumor hipofize pritisne optičku hijazmu, što dovodi do bitemporalne hemicentralne skotomske hemianopije. Ovaj oblik poremećaja vidnog polja osoba sama primjećuje, ali je rana objektivna dijagnoza često nemoguća čak i uz pomoć sofisticiranih elektronskih pomagala (za razliku od klasične bitemporalne periferne hemianopsije).
Kod trudnica skotomi mogu predstavljati znak teške preeklampsije, oblika hipertenzije uzrokovanog trudnoćom. Slično tome, skotomi se mogu pojaviti i kod maligne hipertenzije kao rezultat povećanog intrakranijalnog pritiska.
|  | Molimo pročitajte upozorenje o korištenju medicinskih informacija. Ne provodite liječenje bez savjetovanja s liječnikom! |